# Электрохимический завод
Электрохимический завод (Полное наименование — акционерное общество "Производственное объединение «Электрохимический завод») — российское предприятие, находится в городе Зеленогорске Красноярского края. Входит в Топливную компанию «ТВЭЛ», которая находится в составе Государственной корпорации по атомной энергии Российской Федерации (Росатом).
Создано в середине 1950-х в рамках масштабного проекта по созданию ядерного оружия и ядерной энергетики в СССР.
ЭХЗ сосредоточил около 30 % всех разделительных мощностей в периметре ГК «Росатом».
Является одним из мировых лидеров по производству изотопной продукции: производит 115 стабильных изотопов 22 химических элементов. Его доля на мировом рынке стабильных изотопов, по оценкам компании, составляет 40 %.
Кроме того, предприятие имеет опыт производства радиоизотопов с высокой удельной активностью. Объем выпускаемой за год изотопной продукции достигает сотен килограмм. ЭХЗ обеспечивает около 37 % рынка фтористоводородной кислоты в России.

## Основные направления деятельности
По состоянию на начало 2020 года АО «ПО „Электрохимический завод“»:
- производит обогащённый уран для реакторов АЭС и исследовательских реакторов;
- выпускает стабильные и радиоактивные изотопы различных химических элементов;
- хранит и перерабатывает обеднённый гексафторид урана (ОГФУ) с получением фтористоводородной кислоты и безводного фтористого водорода.
- производит обогащённый урановый продукт (ОУП) в виде гексафторида урана и закиси-окиси урана и высокообогащенный урановый продукт (ВОУП) для реакторов на быстрых нейтронах (РБН) и Атомфлота.

## История предприятия
- Решение о строительстве на территории Красноярского края завода по обогащению урана принято 14 ноября 1955 года.
- 30 октября 1962 года Электрохимический завод вошёл в число действующих предприятий отечественной атомной промышленности.
- В 1964 году на ЭХЗ внедрена технология обогащения урана с помощью газовых центрифуг.
- В 1970 году ЭХЗ достиг проектной мощности и за успехи в освоении новой техники и передовой технологии награждён орденом Трудового Красного Знамени.
- в ноябре 1971 года стал первым в СССР применять каскад газовых центрифуг для получения стабильного изотопа. Это был изотоп железа-57 80-процентного обогащения. С 1972 года началось промышленное производства этого изотопа, отгружена первая партия.
- С 1988 года основной продукций ЭХЗ стал низкообогащенный уран, используемый в качестве топлива на АЭС. Кроме того, с 1972 г. ЭХЗ, используя газоцентрифужную технологию, выпускает изотопную продукцию.
- В 1996 году предприятие включилось в американо-российскую программу по переработке оружейного урана в топливо для АЭС, известную как ВОУ-НОУ или «Мегатонны — в мегаватты». 21 августа 2013 года была отгружена последняя платформа с низкообогащенным ураном в рамках этого международного проекта.

21 августа 2008 года ФГУП «ПО „Электрохимический завод“ преобразовано в ОАО »ПО «Электрохимический завод»". С 13 января 2015 г. в связи с изменениями, внесёнными в главу 4 части первой Гражданского кодекса РФ Федеральным Законом от 05.05.2014 г. № 99-ФЗ, название организационной формы предприятия изменено на «акционерное общество (АО)».
С июня 2019 года ЭХЗ начинает эксплуатировать газовые центрифуги нового поколения 9+ в своей деятельности.

## Результаты деятельности
По итогам 2021 года выручка ЭХЗ составила 17,8 млрд рублей, что на 5 % больше, чем годом ранее..

## Руководители
- с 1955 по 1958 исполняющий обязанности директора строящегося завода — А. С. Александров, Герой Социалистического Труда, лауреат Государственных премий СССР, ветеран Великой Отечественной войны.
- с 21 апреля 1958 по 24 мая 1978 директор завода — И. Н. Бортников, Герой Социалистического Труда, лауреат Государственных премий СССР.
- с 1978 по 1989 — С. М. Михеев
- с 1989 по 2008 — А. Н. Шубин, лауреат Государственной премии СССР.
- с 2 июня 2008 г. (приказ Росатома от 26 мая 2008 г.) — Сергей Васильевич Филимонов, кавалер ордена «За заслуги перед Отечеством» II степени.